# Neuropil
Das Neuropil oder Neuropilem (von griech. neura, neuron = „Sehne“, „Schnur“, „Spannkraft“, „Nerv“ und pilêma = „Filz“) ist ein Nervengeflecht, welches sich vor allem im Zentralen Nervensystem (ZNS) zwischen den Zellkörpern befindet.
Es besteht vor allem aus nichtmyelinisierten Axonen, Dendriten der benachbarten Zellen und Gliazellfortsätzen und wirkt mikroskopisch amorph bzw. filzig. Es dient der Verknüpfung der Zellen untereinander, die besonders im ZNS in hoher Anzahl vorhanden sind und einen sehr hohen Verknüpfungsgrad haben. Bei den Wirbeltieren bildet das Neuropil den größten Teil der grauen Substanz, bei wirbellosen Tieren den zentralen Teil der Ganglien.

## Geschichte
Der Begriff „Neuropil“ wurde 1897 durch den ungarischen Histologen Stephan Apáthy (1863–1922) eingeführt. Die Begriffseinführung geschah im Rahmen der Nervennetzhypothese, der Annahme, dass das Nervensystem aus einem kontinuierlichen Netzwerk miteinander verbundener Fasern besteht. Die Nervennetzhypothese wurde später von der Neuronentheorie verdrängt, die darauf basiert, dass das Nervensystem aus einzelnen, autonomen und physisch getrennten, aber miteinander interagierenden Zellen besteht.